# Josefina Villaflor
Josefina La Negrita Villaflor (Avellaneda, provincia de Buenos Aires, Argentina, 4 de abril de 1951 - fines de marzo de 1980, ESMA, Buenos Aires) fue una sindicalista detenida-desaparecida durante la última dictadura cívico-militar en Argentina.

## Antecedentes familiares
Era hija de Aníbal Clemente Villaflor y Josefina Gómez. Su padre había trabajado como aprendiz de panadero y, más adelante, como obrero portuario afiliado a la Federación Obrera Regional Argentina, central obrera anarquista donde se formó políticamente. Su madre alternaba el trabajo como empleada doméstica en casas particulares con el que realizaba en distintas fábricas.
Cuando se produjo el golpe de Estado del 4 de junio de 1943 el padre que era obrero y sindicalista lanero, y participó en el Comité de Unidad Sindical de Avellaneda integrado por obreros de grandes empresas de la zona. Este Comité declaró la huelga general a consecuencia de la cual y de la movilización popular del 17 de octubre de 1945 el entonces coronel Juan Domingo Perón pasó de estar preso a obtener influencia política decisiva y Aníbal Villaflor se hizo conocido dentro de la corriente triunfante.
Después que el Partido Peronista triunfó en las elecciones del 1946, Aníbal Villaflor fue nombrado comisionado municipal por el gobernador de Buenos Aires pero al cabo de 10 meses fue exonerado por apoyar una huelga de empleados municipales y hasta 1955 ocupó cargos políticos menores mientras también trabajaba en el puerto.
Uno de sus hermanos era Raimundo Villaflor.

## Secuestro del "Grupo Villaflor"
“La Negrita” fue una Obrera gráfica que militó en el Peronismo de Base, en las Fuerzas Armadas Peronistas y fue dirigente de la Federación Gráfica Bonaerense. Fue secuestrada-desaparecida junto a su esposo José Luis Hazán, por el grupo de tareas de la ESMA el 3 de agosto de 1979, junto a su hija Celeste Hazan Villaflor, de 3 años, en su casa  de Villa Domínico.  Al otro día, secuestraron a su hermano el político y sindicalista Raimundo Villaflor, y a su cuñada María Elsa Martínez Garreiro. Los cuatro fueron denominados por las fuerzas represivas como Grupo Villaflor, pero el grupo no eran solo ellos, los fiscales incluyen también a Juan Carlos Anzorena, Juan Carlos Chiaravalle, Fernando Brodsky, Enrique Ardetti, Pablo Lepiscopo, Hugo Alberto Palmeiro.  
Con los portadores del apellido Villaflor había un ensañamiento muy particular por los señores de la ESMA.

### En la ESMA
Excepto Raimundo que fue asesinado cuatro días después del secuestro, todos pasaron varios meses con vida secuestrados en la ESMA, hasta marzo de 1980, algunos enrolados en el programa de la llamada por los marinos "resocialización", con el cual pretendían apoyo político para el dictador Emilio Massera.
Fue sometida con su esposo, hija, cuñada y amigos a las paupérrimas condiciones generales de alimentación, higiene y alojamiento que existían en el lugar. Ella misma recibió fuertes golpizas, descargas de corriente eléctrica, quemaduras de cigarrillos, colgada de un brazo mientras estaba encapuchada y otros mecanismos de tortura aplicados en forma directa por, al menos, Peyón, Donda y Cavallo. Fue obligada a realizar trabajo esclavo con los archivos de prensa y a principios de 1980, fue llevada de visita a la casa de sus padres, junto a María Elsa Martínez -esposa de su hermano Raimundo-, acompañadas por Ricardo Miguel Cavallo y luego a una segunda visita. El “grupo Villaflor” fue “trasladado” en marzo de 1980; y luego desaparecieron -fue arrojada con vida al mar desde un avión de la Armada, en un momento que coincide con el cambio de mandos en el grupo de tareas y una lógica interna que requeriría que el nuevo jefe, Horacio Estrada, se implicara en los crímenes.
Celeste, durante la noche que duró su cautiverio en la ESMA, fue cuidada por Thelma Jara de Cabezas, y fue entregada a sus abuelos al día siguiente.

## Juicio
En 1985, en el Juicio a las Juntas Víctor Melchor Basterra  reveló detalles del secuestro de los Villaflor. El tercer piso de la ESMA era un altillo donde eran alojados los detenidos desaparecidos que ya habían pasado por los interrogatorios iniciales. Los lugares eran conocidos como "Capucha" y "Capuchita", porque los prisioneros estaban obligados a mantener la cabeza tapada.
El juicio ESMA III comenzó en 2012 y son investigados los casos de 789 víctimas, entre ellos los de los Villaflor. Son juzgados 68 imputados de la Policía Federal, la Armada, el Servicio Penitenciario, la Prefectura Naval, el Ejército y tres civiles. La fiscal del caso dijo. “El apellido Villaflor ya resonaba en el ámbito social y político mucho antes de que trascendiera el nombre de Azucena, a raíz de la infiltración del Grupo de Tareas en la (iglesia de la) Santa Cruz”. ”Destrozaron una familia entera”, declaró Mabel Mirna Fernández, la niñera de José Luis Hazan y Josefina Villaflor en 2010.

## Un epílogo
El editor del libro ¿Quién mató a Rosendo?, de Rodolfo Walsh, escribió un epílogo donde menciona que desde mayo de 1966, los protagonistas de esa historia encontraron la forma de continuar participando de la militancia sindical y hasta hubo alguno que logró escalar posiciones en la política. Cuenta allí cómo a los hermanos Villaflor, la tragedia los envolvió sin piedad.